# Piper parcirameum
Piper parcirameum är en pepparväxtart som beskrevs av C. Dc.. Piper parcirameum ingår i släktet Piper och familjen pepparväxter. Inga underarter finns listade i Catalogue of Life.